# エーベルージュ
『エーベルージュ』（英題：Eberouge）は、富士通より発売された恋愛シミュレーションゲームのシリーズ。富士通から、科学と魔法が混在する異世界を共通背景として「ワーランドシリーズ（WORLAND Series）」というシリーズ名が付けられている。

## 概要
富士通初のオリジナル恋愛シミュレーションゲーム。惑星ワーランドにあるカダローラ王国を舞台に、カダローラ魔法学園 トリフェルズ校（通称：トリフェルズ魔法学園）に入学した主人公が、友達との交流を通して自らの能力を高め、クラスメートから告白を受けること、さらに「創造魔法」を習得してワーランドを危機から救うことを目的とする。
キャラクターデザインに北爪宏幸、シナリオにはイタバシマサヒロを起用。声優はメディアやプラットフォームが変わる際に変更されることが多く、例えばカレナック（主人公）役は3人の声優が担当した。販売本数は、PC版が『エーベルージュ』『エーベルージュ スペシャル 〜恋と魔法の学園生活〜』合計で約3.5万本、コンシューマ版『エーベルージュ』が約10万本。なお、人名・地名の多くはドイツ語から採られている。
1998年1月には富士通、タカラ（現タカラトミー）、アスキー（現KADOKAWA）、ユーメックス、文化放送、セントラルミュージック、角川書店（現KADOKAWA）の7社により、『エーベルージュ』を核としたメディアミックスプロジェクト「ワーランド・プロジェクト」が発足。ゲーム『エーベルージュ2』『トリフェルズ魔法学園』のほか、ラジオ番組（ラジオドラマ）、ドラマCD、漫画の各企画が展開された。また2001年8月には、iアプリネットワークゲーム『エーベルージュi 恋と魔法の学園生活』のサービスが開始された（同年9月末まで）。

### エーベルージュ
シリーズ第1作。トリフェルズ校初等部入学からスタートし、5年間（初等部2年、高等部3年）の学園生活を送る。魔法学園トリフェルズには、各地から才能ある子どもたちが集められ、未来の魔法使いを目指しながら日夜勉強や魔法の修行に励んでいる。
少年期の間は学園で平和に日々を過ごしてきた。思春期の3年間は少年期で培ってきた学力を活かす事になる。何気ない出来事の中から王国の異変を感じていく。それは後に王国の存亡に関わる危機へと発展する。主人公は王国を救う重要な存在となる。
本編は前後編の2部構成となっている。前編は主人公が9～10歳、後編は14～16歳の学園生活を送ることになる。前編では主人公と仲間たちとの友達関係を育むことと、魔法使いになるための勉強が中心となる。少年期の行動は、思春期になってからの友人関係にも影響する。後編は、学園外での冒険と少年期で友達関係にあった女の子たちとの友情を恋愛に発展させることが目的となる。プレイヤーの選んだ選択肢によって、ストーリー展開が変化するマルチシナリオを採用している。
使い手のイメージを実体化する「創造魔法」の術師を育成する全寮制の学校の生徒として5年間を過ごす育成型シミュレーション。
1996年7月にWindows版およびClassic Mac OS版が発売。初回特典としてマウスパッドが付属した。同年11月にはPlayStation（PS）への移植が発表され、1997年5月にタカラよりPS版およびセガサターン（SS）版が発売された。その際にフルボイス化されている。また2000年8月には、サイバーフロントよりWindows版の廉価版（PCゲームBESTシリーズ Vol.31）が発売された。このほかに、中国語版と韓国語版が発売されている。

### エーベルージュ スペシャル 〜恋と魔法の学園生活〜
シリーズ第2作。前作は期間が5年と長く、イベント密度が低くなってしまったことから、主人公が高等部に編入する形を取ることにより、プレイ時間の短縮とイベントの高密度化を図った。前作からの最も大きな変更点として、女の子との恋愛要素が強くなっている。主人公の方から女の子をデートに誘ったり、様々なプレゼントを贈ることができるようになり、徐々に親密になっていく過程が、よりリアルになっている。
1997年9月にWindows版が、1998年6月にタカラよりコンシューマ版（PS、SS）が発売。前作のCD-ROM（Win版）またはセーブデータ（コンシューマ版）を使用することで特殊イベントが発生する。また、コンシューマ版には新規イベントが追加され、『エーベルージュ2』のヒロイン、マールも登場する。Windows版の初回特典はノイシュ・デフォルメキャラ人形。

### エーベルージュ2
シリーズ第3作。『エーベルージュ』の3年後を舞台に、前作主人公の弟を育て、同級生7人と共にカダローラ王国の危機を救う。期間は高等部入学時からの約3年間で、前作までのキャラクターの一部が教員などになって登場する。
1998年3月にWindows版が、1999年2月にタカラよりPS版が発売。デザインワークスはスタジオOXが手がけた。Windows版の予約特典は「三石琴乃描き下ろしオリジナルグッズ」。

### 対戦恋愛シミュレーション トリフェルズ魔法学園
前述の「ワーランド・プロジェクト」の一環でアスキーより発売された対戦型恋愛シミュレーションゲーム。7人の女性キャラクターの好感度をライバルと奪いあい、セントバレントデーに多くのチョコレートをもらった方が勝ちとなる。プレイヤーキャラクターは、カレナック・スタンベルク・ネルト・バイケルの4人から選択する。
プロジェクト発足時には1998年9月発売予定とされていたが、発売は2000年4月となった。初回特典は、コーの等身大リバーシブルポスター。2001年10月に廉価版『ASCII CASUAL COLLECTION 対戦恋愛シミュレーション トリフェルズ魔法学園』が発売された。

## ストーリー
時空を超えた遙か彼方の宇宙に存在する世界、ワーランド。この世界はかつて一人の女神によって滅亡の危機を救われたが、永い時を経て平和な世界に再び悪い兆しが訪れようとしている。それを感じた貴族で考古学者のザクセン・リースリングは魔法学園を創設し、神話「エーベルージュ」に語り継がれる「創造魔法」の使い手の育成に乗り出す。
ゲームの舞台である世界「ワーランド」は、現在惑星規模の温暖化による、緩やかな危機にさらされていた。はるかな太古にも「ワーランド」では、同じように世界が危機に瀕したときがあり、伝説の女神「エーベ」の力、「創造魔法」以外にはないという考えのもと、各地で魔法学園が開設された。しかし「創造魔法」は修得が難しく、動作が不安定で効果が長時間持続しないため、過去に極めた者はいなかった。

## 登場人物
※出演作品の略号は次の通り。A：PC版『エーベルージュ』（1996年7月）、B：ドラマCD『エーベルージュ伝説』（1996年10月）、C：ドラマCD『エーベルージュ伝説 Vol.2 - 5』（1997年3 - 6月）、D：コンシューマ版『エーベルージュ』（1997年5月）、E：PC版『エーベルージュ2』（1998年3月）、F：ドラマCD『トリフェルズ魔法学園物語 〜エーベル騎士団篇〜 Vol.1 - 3』（1998年5 - 7月）、G：コンシューマ版『エーベルージュ スペシャル』（1998年6月）、H：『エーベルージュ スペシャル ヴォイスコレクション』（1998年9月）、I：PS版『エーベルージュ2』（1999年2月）、J：PS『トリフェルズ魔法学園』（2000年4月）。
カレナック・ルシヨン （Qualenac=Russiyong）
声 - 瀧本富士子（A,B） / 緒方恵美（C,F,G） / 渡辺久美子（D）
主人公。名前は変更可能。
愛称はナック。創造魔法の素質があるらしく、学園長の元教え子である父親に連れられてトリフェルズ校に入学することとなった。誰にでも優しく皆から好かれる人気者で、困った人は見捨てておけない。優柔不断で頼まれたら嫌とは言えない性格がたまにキズ。
ノイシュ・アマルフィ （Noische=Amolphy）
声 - 椎名へきる（A） / 今井由香（C,E,F,G,H,I,J） / 白鳥由里（D（女性）） / 大谷育江（D（男性））
誕生日：12月26日、血液型：A型、身長：152cm、体重：41kg
主人公の初等部でのルームメイト。アンヘル種族（後述）という特別な種族の末裔で、12歳頃まで性別が確定しない。初等部では男子という位置づけで生活を送る。
ゲームの進め方によって性別が決まる仕組みとなっており、好感度が高いと女性へ変化しヒロインに、低いと男性になり主人公の親友となる。実は女神エーベの転生者であり、女性となったノイシュとハッピーエンドを迎えないと世界は滅亡してしまう。
『エーベルージュ2』では主人公のクラスの担任として登場する。担当教科は歴史と語学。考古学者でもあり、のちにある調査のために学校を休職する。
コー・ダインハート （Coh=Dainhart）
声 - まるたまり（B） / かないみか（C,F,G,H,J） / 大谷育江（D）
誕生日：5月19日、血液型：O型、身長：139cm、体重：36kg、3サイズ：72/53/73
シャルロッツの羊飼いの娘。負けん気が強い努力家。身長が低いことがコンプレックスだが、バーケット部では背の低さをものともせず活躍している。
伝説の探検家マンハイムに憧れており、将来は探検家という夢を持っている。普段はトリフェルズ周辺を探検しており、幼いながらも探検家としての知識は豊富。高等部ではゴスローの店によく出入りし、探検についての話を聞いている。
フェルデン・マテウセス （Ferdene=Mutheucess）
声 - 笠原弘子（C,F,G,H,J） / 山崎和佳奈（D）
誕生日：10月30日、血液型：A型、身長：155cm、体重：45kg、3サイズ：74/51/75
物静かな読書家。文学部に所属し、どこへ行くにも本を手放さない。ヒロインの中では比較的初期に出会う。
大陸で有名な小説家の娘として生まれ、カダローラに亡命してきた過去を持つ。一見気弱そうに見えるが芯は強く、また幼少期の経験などから周囲より大人びているが、そのために周囲から浮いている面もある。
カステル・アンダルシア （Castele=Andalsiea）
声 - 白鳥由里（B,C,F,G,H,J） / 冬馬由美（D）
誕生日：11月28日、血液型：O型、身長：147cm、体重：42kg、3サイズ：78/52/76
アンダルシア出身の旧地方貴族のお嬢様。スタイルも良く、フェルデンとは違った意味で大人びた女性。
テレス部と音楽部を掛け持ちする影の努力家。プライドが高く、自由に恋愛できないことに悩んでいる。色々と共通点の多いエルツのことを意識しているらしく、よく衝突する。同じ貴族のスタンベルクとは気が合うようで、一緒にいることが多い。
エルツ・キルケニー （Elts=Kuilcheny）
声 - 林原めぐみ（C,F,G,H,J） / 根谷美智子（D）
誕生日：7月1日、血液型：B型、身長：148cm、体重：40kg、3サイズ：74/52/75
王都の下町のバーの娘。父親が失踪し、バーで踊り子をしている母親に女手一つで育てられた。演劇部と陸上部に所属し、将来は女優になるという夢を持つ。
過去の経験から他人を信じることが苦手で、思い込みの激しさから周囲とは度々衝突する。ちなみに、彼女もカステルの事を意識しているらしい。『エーベルージュ2』では女優となって登場する。
リンデル・ファルケン （Rinder=Valkenn）
声 - 三石琴乃（C,E,F,G,H,I,J） / 渡辺久美子（D）
誕生日：4月4日、血液型：A型、身長：153cm、体重：46kg、3サイズ：76/53/77
バートバイルの武術魔法道場の娘。男勝りのさっぱりした性格で、「女のくせに」と言われることを嫌う。魔法部に所属し、魔法の研究を行っている。
男勝りな彼女だが、スタンベルク達に決闘を挑んだり、苦手な治癒魔法に挑戦するイベントでは、女の子らしい一面を垣間見ることができる。『エーベルージュ2』では主人公の学年の学年主任となっている。
モリッツ・コルマール （Morutes=Colmarl）
声 - 宇和川恵美（D） / 小桜エツ子（現・小桜エツコ）（G,H）
誕生日：6月12日、血液型：B型、身長：141cm、体重：40kg、3サイズ：74/53/75
王都出身の明るく元気な情報屋。大のおしゃべり好きで、特に噂話に目が無い。帰宅部所属。
情報収集能力はネルトよりも高いが、そそっかしいところがあり誤情報が多い。彼女の部屋へ遊びに行くと、他の女の子の好感度や趣味などを彼女流の言葉で教えてくれる。
ユーロス・プロバンス （Euross=Prombanth）
声 - 前田千亜紀（現・前田ちあき）（D） / 武藤寿美（F,H） / 田村ゆかり（G）
誕生日：3月2日、血液型：AB型、身長：147cm、体重：39kg、3サイズ：73/52/73
ケンルスビュヘルの農家の娘で、動物を愛する優しい女の子。生物部所属だが昆虫は苦手らしく、バイケルによくいじめられている。
初等部を主人公達と共に過ごすが、中等部以降は療養のため、治癒魔法が盛んなシャルロッツに移ってしまう。『エーベルージュ スペシャル』では彼女と文通することが可能で、文通を続けると成長した彼女と再会することができる。初等部時代はソバカスのあった彼女だが、かなり綺麗な女性となっている。
マリエン・リースリング （Mariann=Reathling）
声 - 吉田古奈美（現・吉田小南美）（B） / 冬馬由美（C,F,G,H） / 浦和めぐみ（D）
誕生日：9月11日、血液型：B型、身長：163cm、体重：48kg、3サイズ：87/55/87
高等部から登場するヒロインの1人。王都出身で水泳部所属、将来はモデルになるという夢を持つ。
容姿やスタイルに自信を持っており、美人コンテストに出場するほど。実はザクセン学園長の孫娘であり、高等部からの新規キャラクターの中ではもっともイベントが多い。
ヘレン・ネフェルティ （Helen=Nefertie）
声 - 笠原留美（D,G,H）
誕生日：10月12日、血液型：AB型、身長：167cm、体重：50kg、3サイズ：85/57/88
王立芸術院講師を両親に持ち、自らも創作活動にいそしむ芸術家。美術部に所属する芸術家肌の少女。王都出身。PC版では、出会いイベント以外に主だったイベントがない。
フォルラーツ・ガントラム （Forlarz=Gamtorhm）
声 - 大本眞基子（D） / 宮村優子（G,H） / 柊美冬（現・石村知子）（I）
誕生日：1月23日、血液型：O型、身長：150cm、体重：43kg、3サイズ：78/52/77
科学に興味があり、科学部に所属している。疑問を持つと実験しようとすことも多い。PC版では、出会いイベント以外に主だったイベントがない。
『エーベルージュ2』では理数系教科の教員として登場し、後に休職したノイシュに代わって主人公のクラスの担任となる。
ミュラー・ヴィアンデン （Mular=Vianndheng）
声 - 山崎和佳奈（D） / 天野由梨（G,H）
誕生日：8月4日、血液型：O型、身長：163cm、体重：51kg、3サイズ：88/57/88
動植物を愛する明るい性格の少女。生物部所属。転校したユーロスに代わって動植物の話題を受け持つ形となっており、ある程度好感度が高ければ、緑化週間に会うことができる。
初・中等部はリューデス校で学び、高等部よりトリフェルズ校に移ってきた。才女だが魔法だけは苦手で、魔法ができる人に憧れを抱いている。将来は治癒魔法使いになりたいらしい。
アリエル・ヴォルニッシュ
誕生日：2月27日、血液型：O型、身長：152cm、体重：42kg
声 - 菊池志穂（F,H,J）
初等部1年目の終わりに転校して来た女の子。神秘的な雰囲気を持ち、時々寂しそうな表情を見せる。
ネルト・ケンダーマン （Nelt=Kendahmen）
声 - まるたまり（A,B） / 佐藤智恵（D） / 上田祐司（現・うえだゆうじ）（G）
誕生日：6月22日、血液型：O型、身長：150cm、体重：48kg
主人公の初等部からの親友。バルセロス出身。リッカー部に所属し、将来の夢はリッカー選手になること。
温厚で明るい性格のお調子者で、モリッツと並ぶ情報通である。
スタンベルク・バルセロス （Stainberg=Valtheross）
声 - 矢尾一樹（C,F,G） / 私市淳（D）
誕生日：10月18日、血液型：O型、身長：155cm、体重：48kg
スポーツも勉強もトップクラスの実力を持つ、初等部以来の主人公のライバル。武術部所属。
バルセロス出身の貴族の息子で、うぬぼれ屋だが努力家でもあり、女子からの人気は高い。『エーベルージュ2』では武術の教員として登場する。
バイケル・デラーテン （Vaichel=Delharten）
声 - 小野坂昌也（D,F）
誕生日：8月31日、血液型：A型、身長：143cm、体重：38kg
学年一のひねくれ者で、初等部のみ登場する。バートバイル出身、帰宅部。将来の夢は、国一番の商人になること。
ハイデル・デラーテン （Heiderr=Delharten）
声 - 岡野浩介（C,F,G） / 小野坂昌也（D）
誕生日：3月4日、血液型：A型、身長：172cm、体重：69kg
バイケルの従兄弟で、やたらと主人公に突っかかってくる。高等部から登場する。バートバイル出身で、水泳部に所属する。
言葉遣いは乱暴だが、不言実行の硬派な部分もある。女子になったノイシュに想いを寄せる。
ザクセン・リースリング （Zaxenn=Reathling）
声 - 岡和男（A,B,C,E,F,I） / 郷里大輔（D）
トリフェルズ校の校長で、リースリング伯爵家当主。マリエンの母方の祖父である。
魔法研究の第一人者でもあり、「創造魔法」の使い手を育成するため自領内に7つの魔法学園を創設した。トリフェルズ校は7番目に設立された、もっとも新しい学園である。
妖精ホロマー
声 - 渡辺まほろ（C）
ザクセンといつも一緒にいる妖精。
カレナックの父
声 - 二又一成（A） / 私市淳（D）
考古学者で、ザクセンの弟子に当たる。主人公をトリフェルズに連れて来る。
ベンラート・クルロス
声 - 宮田浩徳（B） / 龍田直樹（C） / 私市淳（D）
喫茶店兼雑貨屋を営んでいる。
モーゼル・ロンシャン
声 - 宮田浩徳（B） / 中田譲治（C） / 小野坂昌也（D）
他の店では手に入らない珍しい物品を扱う。
ミュゼアム・ターニッシュ
声 - 吉田古奈美（現・吉田小南美）（B） / 豊島まさみ（C） / 笠原留美（D）
洋服店を経営する女性。平日に店を訪れると、男の子には性格占いをしてくれる。
ヘルムス・アキテーヌ
声 - まるたまり（B） / 真山恵衣（C） / 渡辺久美子（D）
花屋の女主人。ノイシュのよき相談相手となる。

### エーベルージュ2 の登場人物
ランツ・ルシヨン
声 - 南央美（E,I）
主人公。『エーベルージュ』の主人公カレナックの弟。名前は変更可能。
ドーラ・フェルバート
声 - 桑島法子（E,I）
成績優秀、スポーツ万能な少女。得意科目は理系で、創造魔法が苦手。趣味はテレスとショッピング。何か秘密を隠しているらしい。
マール・アンハルト
声 - 氷上恭子（E,G,I）
アンヘル種族の明るく優しい少女。初等部は王都、中等部はレジデンツで過ごす。得意科目は文系、特に歴史。幼い頃の記憶がない。
フェルス・ブランデン
声 - 川上とも子（E,I）
自分のことをボクと呼ぶ元気な少女。ケンルスビュヘル出身。体を動かすことが好きで、得意科目は武術魔法。
メル・ブラウエン
声 - 久川綾（E,I）
バレントの貴族令嬢。動物好きな優しい少女だが身体が弱い。初等部は王立芸術院、中等部はケンルスビュヘルで過ごす。
アルテナ・ブリュッケン
声 - 矢島晶子（E,I）
物語が好きな夢見がちな少女。一つのことにのめり込むタイプ。レジデンツ出身で、得意科目は文系、苦手は理系。
ロルフ・ネッカー
声 - 上田祐司（現・うえだゆうじ）（E,I）
王都出身。趣味はリッカー。
アルスター・ラーヴェンス
声 - 石田彰（E） / 宮田始典（現・宮田幸季）（I）
学園一の優等生。

## 世界観
ワーランドは「ワールド」と「ランド」をあわせた造語で、舞台となる惑星および惑星唯一の大陸の名前である。イメージが実体化する現象を持つ海洋惑星をテラフォーミングし、人間が移民してきた。この具現化現象が後の魔法のもとになる。また、第1期移民の子供は性別未分化で生まれ、これがアンヘル種族の起こりとなった。
大陸では高度な科学文明が発達したが、大陸国家間の戦争により崩壊。戦争の影響で有史以前から惑星環境をコントロールしてきた「巨木」に異変が生じ、温暖化がゆるやかに進行している。なお、現在の文明は生き残った人々が無から作り上げたものであり、自分たちが他の世界から移民してきたことは知らない。
一方、魔法学園は惑星唯一の島であるカダローラ島にある。島は大陸から最も離れたところに位置するため、科学信仰の大陸国家の影響を受けにくく、カダローラ王国では独自の魔法文明が発達した。戦争で大陸国家が崩壊した後は再建支援などにより大陸との交流の機会が増加している。ちなみに、『エーベルージュ』の主人公カレナックがトリフェルズ校初等部に入学したのはワーランド暦1996年である。

## 用語解説
エーベルージュ
ワーランドの救世主、エーベにまつわる神話。有史以前の世界戦争の際に、「巨木」の自我がアンヘル種族の女性と共鳴し、彼女に膨大な力を預けて戦争を終結させたというものであり、ワーランドに再び訪れる危機の回避方法も載っているらしい。
エーベ
「巨木」の再生によってワーランドの危機を回避したとされる人物。女神として崇められ、毎年12月26日はエーベが降誕した日として降誕祭が行われる。
巨木
かつてワーランドが危機に陥った際に、エーベが再生したとされる。
その正体は、テラフォーミングの際に投入され、膨大な時間の中で自我を持つに至った惑星管理用樹木型バイオコンピュータである。種子による繁殖により、ネットワークはワーランド全土に及んでいる。
アンヘル種族
ワーランドに住む少数民族。純血種は金色の髪を持つ。感性豊かなため創造魔法に向いている。また、「巨木」と交信することができる。
12歳までは性が確定しない「中性」の状態で、育った環境により性別が決まる。性が確定するまでは虚弱体質であることが多く、そのため死亡率も高い。
魔法
治癒魔法、武術魔法、創造魔法の3種類がある。魔法を使用する際には「エナジー」（「気」のようなもの）を消費する。
治癒魔法
人体に元々備わっている自然治癒能力を促進させる。
武術魔法
地・水・火・風の4属性を用いて、対象にダメージを与える。
創造魔法
イメージが実体化する現象を利用し、無から有を生み出す。創造魔法の力を引き出すためには真実の愛が必要とされる。
七色の花
温暖な気候の地域に生息する花。そのため、寒冷地でこの花が見られるということは、温暖化が深刻な状況になっていることを示す。実を食べると願い事が1つ叶うという言い伝えがある。
テレス
ラケットを使ってボールを打ち合う、テニスのような球技。上流階級のスポーツとされている。
バーケット
5人編成のチームで相手ゴールにボールを投げ入れる、バスケットボールのようなスポーツ。
リッカー
11人編成のチームで、手を使わずに相手ゴールにボールを押し込む、サッカーのようなスポーツ。ゴールキーパーだけは手を使っても良い。

## 地理
カダローラ
ワーランドにある王国の1つであり、王国が統治する島の名前でもある。世界で唯一魔法が盛んな国で、創造魔法の研究に力を注いでいる。王都はエーリエンブルク。
トリフェルズ
カダローラの最大の都市で、政治・経済・魔法研究全ての中心地。主人公が通う魔法学園もこの街にある。国王の誕生日には、国王自身も参加する盛大なパレードが催される。
レジデンツ
文学の街。学園都市として古くから知られ、魔法学園がいくつか存在する。初等部の終わりに主人公がトリフェルズに残ることを選択した（あるいはそうせざるを得なくなった）場合、ノイシュがここの学園に一時留学することとなる。
リューデス
フォルラーツが好きな科学者の街。科学と魔法の融合を目指しており、バーチャルディスクはここで開発された。
ケンルスビュヘル
芸術家の街としても知られる風車の街。冬は豪雪に見舞われる。
マンハイム
山岳地帯にある街。屈強な住民が多く、毎年多くのスポーツ選手を輩出している。マンハイムという名は冒険家の名前に由来しており、コーが憧れる街でもある。
シャルロッツ
治癒魔法が盛んな事で知られる、山奥の静かな街。重い病気に悩まされる患者の多くがこの街を訪れる。ユーロスは中等部からここの学園に転校する。また『エーベルージュ スペシャル』では、主人公は中等部よりここの学園に留学していた。
バートバイル
ワーランド大陸への玄関口となる港町で、武術魔法が盛んな街でもある。

## スタッフ
対戦恋愛シミュレーション トリフェルズ魔法学園
- シナリオディレクター - 坂本俊博
- シナリオ
  - 玉井豪（ぶらざあのっぽ）、磯部智彦、鈴木達也、光野栄司、
  - 坂本俊博、堤敦、佐藤高一、杉山一郎、六川洋一（富士通）
- サウンド - 大友博輝
- グラフィック制作 - ディジメーション
  - キャラクターデザイン・総作画監督 - 神志那弘志
  - 作画監督・エンディング原画 - 井上優子
  - イベントグラフィック演出 - 緋色唯
  - オープニングコンテ・演出 - 滝川和男
  - オープニング美術監督 - 池信孝
  - 制作担当 - 池田東陽
- ディレクター - 堤敦
- プロデューサー - 杉山一郎（ASCII）
- エグゼクティブプロデューサー - 吉田穂積（ASCII）、鈴木久（ASCII）

## 主題歌
エーベルージュ
全て作詞 - イタバシマサヒロ、作曲・編曲 - 佐々木誠、歌 -渡辺まほろ
オープニングテーマ 「エーベルージュ伝説」
エンディングテーマ1 「Auld Lang Syne （オールド・ラング・シーン）」
エンディングテーマ2 「オールドクレッセント〜二十三夜の月」
対戦恋愛シミュレーション トリフェルズ魔法学園
オープニングテーマ 「瞳を閉じないで」
作詞 - 大森祥子 / 作曲 - 松原みき / 編曲 - 大友博輝 / 歌 - 豊口めぐみ

## ドラマCD
エーベルージュ伝説
発売日：1996年10月23日 / 発売：富士通 / 品番：KICA-10001
富士通の新レーベル「fin fin」の第1弾として発売された。脚本はイタバシマサヒロ、じょうもん弥生。
CD EXTRA仕様となっており、エクストラトラックにはドラマCDの登場人物紹介、渡辺まほろのプロモーションビデオなどを収録する。
エーベルージュ伝説 Vol.2 〜トリフェルズ魔法学園物語〜 どきどき・カンゲキ・演劇魔法!?の巻
発売日：1997年3月26日 / 富士通 / 品番：KICA-10002
ラジオ『三石琴乃のエーベルージュ伝説』（文化放送）で放送されたラジオドラマをCD化。脚本は川崎ヒロユキ、キャストは1作目とは異なる。第1 - 5話を収録。
エーベルージュ伝説 Vol.3 〜トリフェルズ魔法学園物語〜 おおさわぎバースデート降誕祭の巻
発売日：1997年4月23日 / 富士通 / 品番：KICA-10003
第6 - 10話を収録。
エーベルージュ伝説 Vol.4 〜トリフェルズ魔法学園物語〜 ついに発覚!?八角関係!の巻
発売日：1997年5月21日 / 富士通 / 品番：KICA-10004
第11 - 15話を収録。
エーベルージュ伝説 Vol.5 〜トリフェルズ魔法学園物語〜 異世界のバレンタインの巻
発売日：1997年6月21日 / 富士通 / 品番：KICA-10005
第16 - 20話を収録。
トリフェルズ魔法学園物語 〜エーベル騎士団篇〜 Vol.1
発売日：1998年5月27日 / ユーメックス / 品番：TYCY-5598
ラジオ『三石琴乃◎エーベルナイツ』（文化放送）で放送されたラジオドラマをCD化。脚本は植竹須美男、第1 - 5話を収録。
トリフェルズ魔法学園物語 〜エーベル騎士団篇〜 Vol.2
発売日：1998年6月24日 / ユーメックス / 品番：TYCY-5602
第6 - 10話を収録。
トリフェルズ魔法学園物語 〜エーベル騎士団篇〜 Vol.3
発売日：1998年7月29日 / ユーメックス / 品番：TYCY-5604
第11 - 15話を収録。
エーベルージュ2 オリジナルドラマ
発売日：1999年4月23日 / A'zip Music / 品番：AZCA-10024

## 関連商品
作品ガイド
エーベルージュ　学園生活ファイル
発売日：1996年9月 / 発行：新紀元社 ISBN 4-88317-654-1
エーベルージュ　学園生活ガイドブック
発売日：1997年6月 / NTT出版 ISBN 4-87188-871-1
PlayStation（PS）、セガサターン（SS）両機種対応。
エーベルージュ 完全攻略ガイド
発売日：1997年6月 / メディアワークス（電撃攻略王） ISBN 4-07-306331-6
PS、SS両機種対応。
エーベルージュスペシャル　〜恋と魔法の学園生活〜 恋愛魔法ファイル
発売日：1997年10月 / 新紀元社 ISBN 4-88317-686-X
エーベルージュスペシャル　〜恋と魔法の学園生活〜　公式攻略ガイド
発売日：1998年6月 / NTT出版 ISBN 4-7571-8004-7
エーベルージュ　魔法学園アルバム
発売日：1997年12月 / 新紀元社 ISBN 4-88317-689-4
『エーベルージュ』『エーベルージュスペシャル』ビジュアルムック。設定資料集、六川洋一（プロデューサー）とイタバシマサヒロ（シナリオ）の対談などを収録。
エーベルージュ2　魔法冒険ファイル
発売日：1998年4月 / 新紀元社 ISBN 4-88317-708-4
エーベルージュ2　公式アカデミーガイダンス
発売日：1999年2月 / 毎日コミュニケーションズ（GameFanBooks） ISBN 4-8399-0169-4
PS対応。
CD
エーベルージュ 学園生活の思い出
発売日：1997年3月14日 / 発売：富士通
名シーンや未公開シーンのCGを200点以上、オリジナルスクリーンセーバーを3種類収録。Windows/Classic Mac OS 両対応。
トリフェルズ魔法学園物語 〜エーベル騎士団篇〜 ミュージック・コレクション
発売日：1998年8月26日 / ユーメックス / 品番：TYCY-5614
エーベルージュ スペシャル 〜恋と魔法の学園生活〜 ヴォイスコレクション
発売日：1998年9月18日 / ファーストスマイル・エンタテインメント / 品番：FSCA-10053
エーベルージュ2　オリジナルサウンドトラック＆スペシャルボイス
発売日：1999年4月23日 / A'zip Music / 品番：AZCA-10023
瞳を閉じないで
発売日：1998年2月25日 / ユーメックス / 品番：TYDY-2108
『対戦恋愛シミュレーション トリフェルズ魔法学園』オープニングテーマ、ラジオ『三石琴乃のエーベルージュ伝説』テーマソング。歌：豊口めぐみ。
小説
エーベルージュ　魔法を信じるかい？
著者：イタバシマサヒロ、イラスト：北爪宏幸 / 発売日：1997年6月 / 発行：富士見書房（富士見ファンタジア文庫） ISBN 4-8291-2751-1
エーベルージュ　最高の親友〜ルームメイト〜
著者：阪本良太（すたじお実験室）、カバーイラスト：北爪宏幸、イラスト：松岡秀明 / 発売日：1997年7月 / 竹書房（ガンマ文庫） ISBN 4-8124-0277-8
漫画
エーベルージュ伝説 トリフェルズ魔法学園初等部
作者：松原あきら / 発売日：1999年3月 / 角川書店（月刊ドラゴンジュニア連載、カドカワコミックス・ドラゴンJr.）ISBN 4-04-712184-3
その他
エーベルージュ ノイシュ
エーベルージュ エルツ
発売：タカラ / 着せ替え人形。ノイシュ（制服（冬服））とエルツ（私服）の2種類。
エーベルージュ2 トレーディングカード
発売日：1999年7月 / 発売：コンパス